# Битка при Ниш (1443)
Битката при Ниш се провежда на 28 ноември 1443 г. между Османската империя от една страна и съюзените сили на Кралство Унгария с тези на сръбския деспот Георги Бранкович и босненския воевода Петър Ковачевич. Турците са напълно отблъснати от сърбите и унгарците под командването на Янош Хунияди и крал Владислав III Варненчик, който стига до Златица където води Битката при Златица на 12 декември в преследването им.
Мурад II подписва договор за 10 години и абдикира в полза на сина си Мехмед II. Когато мирът е нарушен през следващата година, Мурад се завръща на Балканите и сражава  с полските, чешките, унгарските и български кръстоносци на Янош Хуняди, Владислав Ягело и Фружин в битката при Варна.